# Вострогський
Востро́гський (рос. Вострогский) — селище у складі Грязовецького району Вологодської області, Росія. Входить до складу Вохтозького міського поселення.
Стара назва — Восторгський. 2001 року до складу селища були включені селища Пересіченіє та Шпалорізка.

## Населення
Населення — 283 особи (2010; 410 у 2002).
Національний склад (станом на 2002 рік):
- росіяни — 100 %